# Romain Cardis
Romain Cardis (Melun, 12 de agosto de 1992) é um ciclista profissional francês, membro da equipa Total Direct Énergie.

## Palmarés

### Estrada
2015 (como amador)
- Tour de Loir-et-Cher, mais 2 etapas

2018
- 1 etapa do Tour de Valônia[2]

### Pista
2013
- Campeonato da França Perseguição por Equipas (fazendo equipa com Thomas Boudat, Julien Morice e Maxime Piveteau)

## Resultados nas grandes voltas
| Carreira           | 2016 | 2017 | 2018 | 2019 |
| ------------------ | ---- | ---- | ---- | ---- |
| Giro d'Italia      | -    | -    | -    | -    |
| Tour de France     | -    | -    | -    | -    |
| Volta a Espanha    | 148º | -    | -    | -    |
| Mundial em Estrada | -    | -    | -    | -    |

-: não participa

Ab.: abandono

## Equipas
- Vendée-U (2012-2015) (amador)
- Team Europcar (stagiaire) (08.2014-12.2014)
- Direct Énergie (2016-)
  - Direct Énergie (2016-04.2019)
  - Team Total Direct Énergie (04.2019-)